# Ги де Лузиньян (сеньор де Коньяк)
Ги де Лузиньян (фр. Guy de Lusignan; не ранее 1223 — не ранее 1281) — сеньор Коньяка, Мерпена, Аршиака и Куэ.
Младший сын Изабеллы Тайлефер (Ангулемской) и её второго мужа Гуго X де Лузиньяна. Единоутробный брат английского короля Генриха III.
В 1247—1250 годах участвовал в крестовом походе, в том числе в осаде Дамиетты (1249), при которой погиб его отец.
После смерти матери (1249) согласно её завещанию унаследовал сеньории Коньяк, Мерпен, Аршиак и Куэ.
Около 1267 года получил от своего племянника английского короля Эдуарда I остров Олерон. Также в 1280 году упоминается как сеньор де ла Фер-ан-Тарденуа (Fère-en-Tardenois) и де Пеира (Peyrat).
Завещание датировано 18 октября 1281 года.
Имя и происхождение жены не выяснены. Дочь — Жанна де Лузиньян, вероятно умерла в молодом возрасте, так как в завещании отца не названа.
В сеньории Коньяк Ги де Лузиньяну наследовал племянник — Ги II де Лузиньян (1288—1289), которого сменили Гуго XIII де Лузиньян (1289—1303) и его брат Ги III де Лузиньян по прозвищу Гияр (1303—1308).